# Samú
Ne doit pas être confondu avec Samuel Costa.
Samuel Costa, surnommé Samú, né le 27 novembre 2000, est un footballeur portugais qui évolue au poste de milieu défensif au RCD Majorque.

## Biographie

### En club
Samú a été formé au SC Braga, où il intègre le groupe pro lors de la saison 2019–20, figurant à plusieurs reprises sur la feuille de match. Vu comme une grande promesse du club, Costa a notamment signé une prolongation de contrat en novembre 2019, avec une clause de résiliation estimée à 30 millions d'euros, le liant au club jusqu'en 2023.

### En sélection
Samú participe au championnat d'Europe des moins de 19 ans en 2019, qui se déroule en Arménie. Lors de cette compétition, il joue trois matchs, dont la finale où le Portugal est défait par l'Espagne le 27 juillet.